# دریانوردی

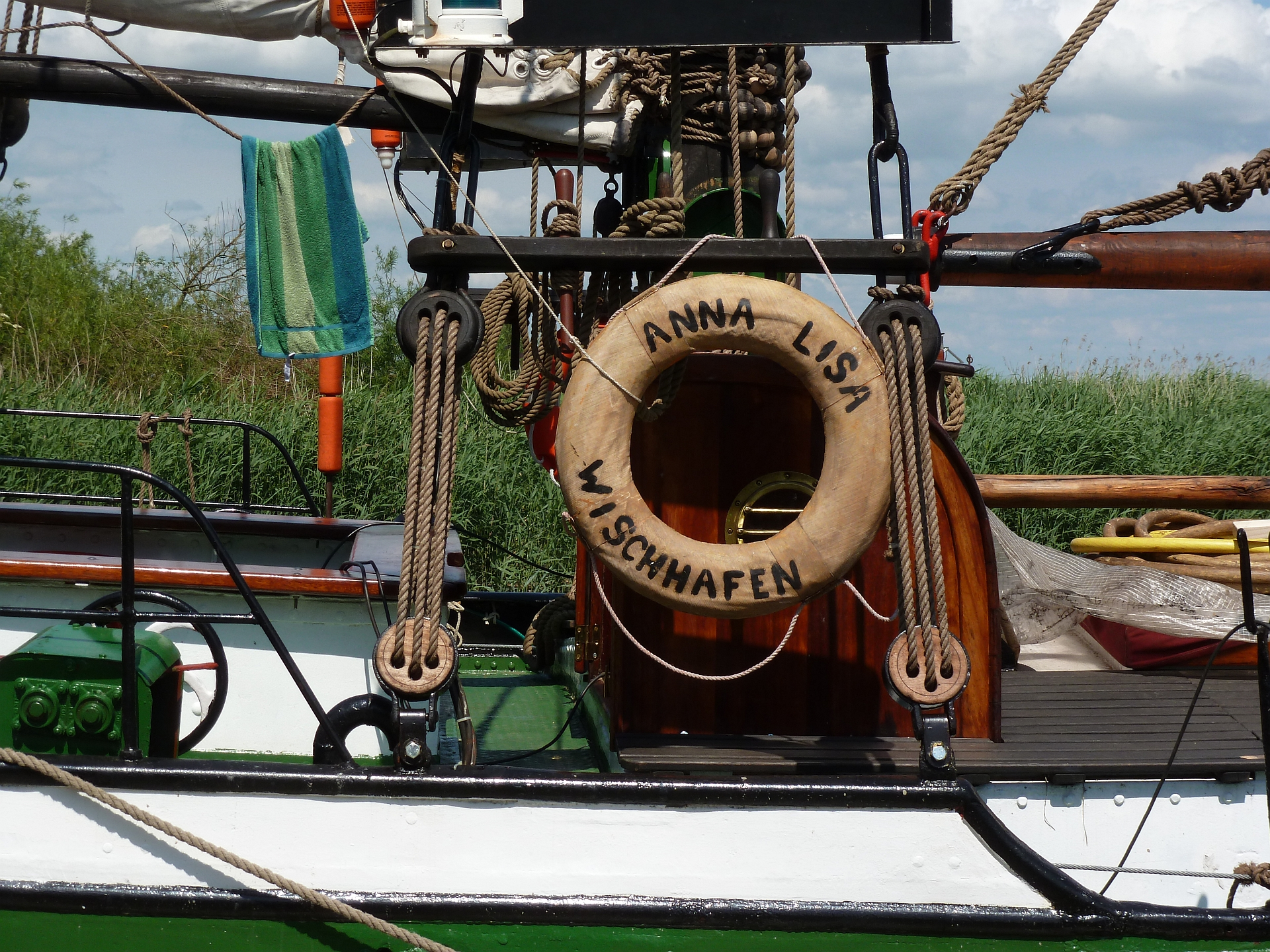
تجهيزات دریانوردی

دریانَوَردی دانش و مهارت شناور بودن و ناوبری و جهت‌یابی بر روی دریاها و توده‌های بزرگ آب است. کسانی که به این فن می‌پردازند دریانورد نامیده می‌شوند. مجموعه‌ای از مهارت‌ها و رشته‌ها برای دریانوردی لازم است. برخی از این مهارت‌ها و رشته‌ها عبارت‌اند از:
- ناوبری
- هواشناسی
- کشتی‌رانی
- کار با طناب و گره‌ها
- کار با موتورهای دریایی
- عملیات بندرگاهی به اصلاح پهلوگیری و پهلودهی
- آتش‌نشانی
- ایمنی و نجات

## دریانوردان نامدار
- الن مک‌آرتور
- بارتولومئو دیاس
- پدرو آلوارز کابرال
- فرانسیس دریک
- فرانسیس چیچستر
- جیمز کوک
- فرانسیس ژویون
- ابن ماجد
- واسکو دا گاما
- کریستف کلمب
- تور هیردال
- ژنگ هه
- ساتاسپ
- فرناندو ماژلان

## دریانوردان ایران باستان
- هانون
- همیلیکون
- هامیلیکار
- ماسیلیوس
- اسکیلاکس
- آرتاخه
- بوبراندا
- هیدراسپ
- مازان
- بگیوس
- فرناکه
- وهرز
- ساتاسپ
- سلیمان سیرافی
- بزرگ بن شهریار رامهرمزی
- ابهره کرمانی
- جیهانی
- مهران وهب سیرافی
- سهل بن آبان
- سلیمان مهری
- سندباد